# Gerald Vincent McDevitt
Gerald Vincent McDevitt (* 23. Februar 1917 in Philadelphia, USA; † 29. September 1980) war Weihbischof in Philadelphia.

## Leben
Gerald Vincent McDevitt empfing am 30. Mai 1942 das Sakrament der Priesterweihe.
Am 22. Juni 1962 ernannte ihn Papst Johannes XXIII. zum Titularbischof von Tigias und zum Weihbischof in Philadelphia. Der Apostolische Delegat in den Vereinigten Staaten, Erzbischof Egidio Vagnozzi, spendete ihm am 1. August desselben Jahres die Bischofsweihe; Mitkonsekratoren waren der Weihbischof in Philadelphia, Francis James Furey, und der Bischof von Altoona-Johnstown, Joseph Carroll McCormick.